# Râul Bedeu
Râul Bedeu sau Râul Băgaciu este un curs de apă, afluent al râului Târnava Mică.

## Hărți
- Harta județului Mureș